# Molí de l'Ardiaca (Cambrils)
El molí de l'Ardiaca és un edifici de Cambrils (Baix Camp) protegit com a bé cultural d'interès local.

## Descripció
Es tracta d'un molí fariner hidràulic de rodet horitzontal que està en mal estat de conservació, però malgrat tot, és interessant perquè les modificacions que ha patit al llarg del temps no afecten l'estructura principal. Aquest tipus de molins els trobem en molts indrets del Camp de Tarragona. El funcionament d'aquests es basa en la captació i emmagatzematge de l'aigua, molta del gra a l'interior per l'entrada de l'aigua. Després l'aigua surt de l'edifici per ser evacuada. Perquè tot aquest procés es produeixi hi ha d'haver els següents elements: captació d'aigua d'una mina subterrània o per una resclosa, conducció de l'aigua captada, bassa per emmagatzemar l'aigua, cacau o pou per on es precipita l'aigua dins del molí, carcabà soterrat on entra l'aigua que fa girar el rodet de fusta, sala de moles amb dues pedres circulars i canal de desguàs. De tots aquests elements en queden vestigis pel que fa al molí de l'Ardiaca.

## Història
El primer document datat en què apareix esmentat el molí de l'Ardiaca és de 1440 i correspon al capbreu de Pere Villalbí. Posteriorment, en el segle xvii apareix en els llibres de comptes municipals. La manca de documentació en un interval tan llarg de temps pot ser deguda a la sequera que hi va haver a la península Ibèrica durant els segles xvi i xvii, que deixà molts molins fariners hidràulics sense funcionament. Durant segles va ser propietat municipal i això ha afavorit la conservació de gran quantitat de documents. Aquests ens expliquen el sistema d'arrendament del molí al millor postor. També parlen de qüestions tècniques del funcionament del molí, així com els aspectes socioeconòmics a l'entorn del molí, el pagament en espècies o moltura per usar el molí, etc. Durant molts segles va ser un dels dos únics molins de farina, juntament amb el de la Torre. Avui en dia el molí de les Tres Eres de Cambrils, de propietat municipal, ens permet conèixer el funcionament d'aquesta mena de molins.